# Gorka Guruzeta
Gorka Guruzeta Rodríguez (San Sebastián, 12 de setembro de 1996) é um futebolista espanhol que atua como atacante. Atualmente, joga pelo Athletic Bilbao. Seu pai, Xabier, é ex-jogador, enquanto seu irmão, Jon, também é futebolista.

## Carreira

### Início
Gorka começou a jogar aos oito anos. Chegou ao Athletic Bilbao em 2014, assinando pelo Basconia, time C do clube basco. Na temporada 2015–16, Gorka estreou no Bilbao Athletic, primeiro time reserva, participando de cinco partidas da Segunda Divisão. Na temporada seguinte, Gorka ingressou definitivamente no primeiro time reserva. Na temporada 2017–18 foi o artilheiro do time, marcando 18 gols em 39 jogos.
No verão de 2018, Eduardo Berizzo incorporou-o à equipe principal do Athletic Bilbao, após ter completado a pré-temporada com outros seis jovens jogadores. Em 27 de agosto, Gorka estreou na Primeira Divisão no empate em 2–2 contra o Huesca. No dia 16 de janeiro de 2019, ele marcou seu primeiro gol como rojiblanco ao cabecear um cruzamento de Markel Susaeta, que participava de seu 500º jogo. O gol serviu para derrotar o Sevilla fora de casa, no jogo de volta das oitavas de final da Copa del Rey, embora a vitória por 1–0 não tenha sido suficiente para a classificação. Depois de pouca participação em partidas da primeira equipe, retornou ao Bilbao Athletic na reta final da temporada. Porém, no dia 28 de abril, sofreu uma ruptura do ligamento cruzado anterior do joelho direito que o manteve afastado dos gramados por um tempo. Após a recuperação, sete meses depois, Gorka continuou jogando pelo Bilbao Athletic na temporada 2019–20.

### Sabadell e Amorebieta
Em 1 de setembro de 2020, assinou por três temporadas com o Sabadell, da Segunda Divisão. Em 22 de novembro, marcou seu primeiro gol na vitória contra o Las Palmas por 3–1. No final da temporada, o Sabadell acabou rebaixado, fazendo Gorka optar por seguir carreira na Amorebieta.
Em 16 de julho de 2021, foi confirmada sua contratação pela Amorebieta. Depois de não ter marcado nenhum gol nos primeiros quatro meses de competição, no dia 5 de dezembro, marcou dois gols fora de casa contra o Málaga na vitória por 2–1, sentenciando a primeira vitória fora de casa do clube. Depois disso, ele seguiu em grande sequência de gols ao marcar mais seis gols nos sete jogos seguintes, quatro deles nos primeiros minutos.

### Retorno ao Athletic Bilbao
Em 3 de julho de 2022, retornou ao Athletic Bilbao, assinando um contrato de duas temporadas. Em 29 de agosto, marcou seus dois primeiros gols na vitória sobre o Cádiz fora de casa por 4–0. Gorka foi titular na final da Copa do Rei de 2023–24 frente ao Mallorca, saindo campeão na disputa por pênaltis. Em 20 de fevereiro de 2024, Gorka renovou o contrato com o Athletic Bilbao até 2028. Embora tenha perdido as últimas cinco partidas da temporada após contrair apendicite, o que exigiu cirurgia imediata (privando-o da chance de aumentar seu total em direção à busca pelo Troféu Zarra), Gorka terminou a temporada 2023–24 como o artilheiro do Athletic, também estabelecendo um novo recorde pessoal na La Liga ao marcar 14 gols.

## Títulos
Athletic Bilbao
- Copa do Rei: 2023–24[24]

Individual
- Jogador do mês da La Liga: Agosto de 2023 (com Nico Williams)[28]